# Ejército del Aire de Senegal
El Ejército del Aire de Senegal (en francés: Armée de l'Air Sénégalaise) es la fuerza aérea de Senegal y el elemento de operaciones aéreas de las Fuerzas Armadas de Senegal.

## Historia
Se formó el 1 de abril de 1961 a partir de varios Douglas C-47, MH.1521 Broussards, además de helicópteros Sud Aloutte II y Agusta-Bell 47G. A lo largo del tiempo ha mantenido estrechos vínculos con Francia a través de acuerdos de formación e instalaciones de base.
Desde principios de la década de 1970, se produjeron más entregas de equipamiento francés, el primer avión a reacción entró en servicio. Se entregaron el avión de entrenamiento/ataque terrestre Fouga Magister, así como los helicópteros SA 341H Gazelle y SA 330F Puma. Durante el intento de golpe de Estado en Gambia de 1981, uno de los SA 330F fue derribado al intentar recuperar el transmisor Radio Syd en las afueras de Banjul, matando a los 18 a bordo.
La expansión posterior vio la entrega de seis transportes Fokker F27 para reemplazar los C-47 de 1977, cuando también se adquirieron cuatro aviones ligeros SOCATA Rallye. La versión de cuatro Rallye 235A Guerrier armados siguió en 1984.

## Organización
El cuartel general de la Fuerza Aérea se encuentra actualmente en Ouakam, cerca de la capital Dakar, en el lado opuesto del Aeropuerto Internacional Léopold Sédar Senghor. La fuerza aérea tiene el papel de defender el espacio aéreo senegalés, proteger las áreas del aeropuerto, apoyar a otras fuerzas senegalesas, evacuación médica y patrulla marítima.
La financiación sigue siendo un problema constante para la Fuerza Aérea de Senegal y el aumento del coste del combustible de aviación restringe el número de horas de vuelo disponibles.

## Aeronaves

### Inventario (2023)

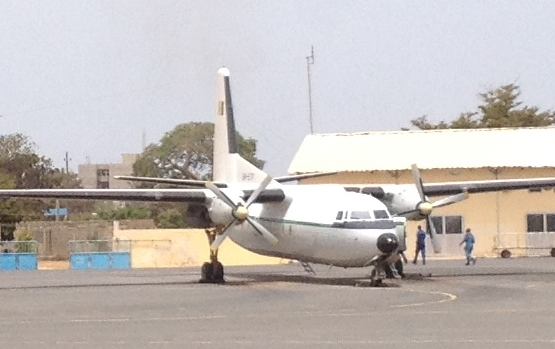
Un Fokker 27 senegalés

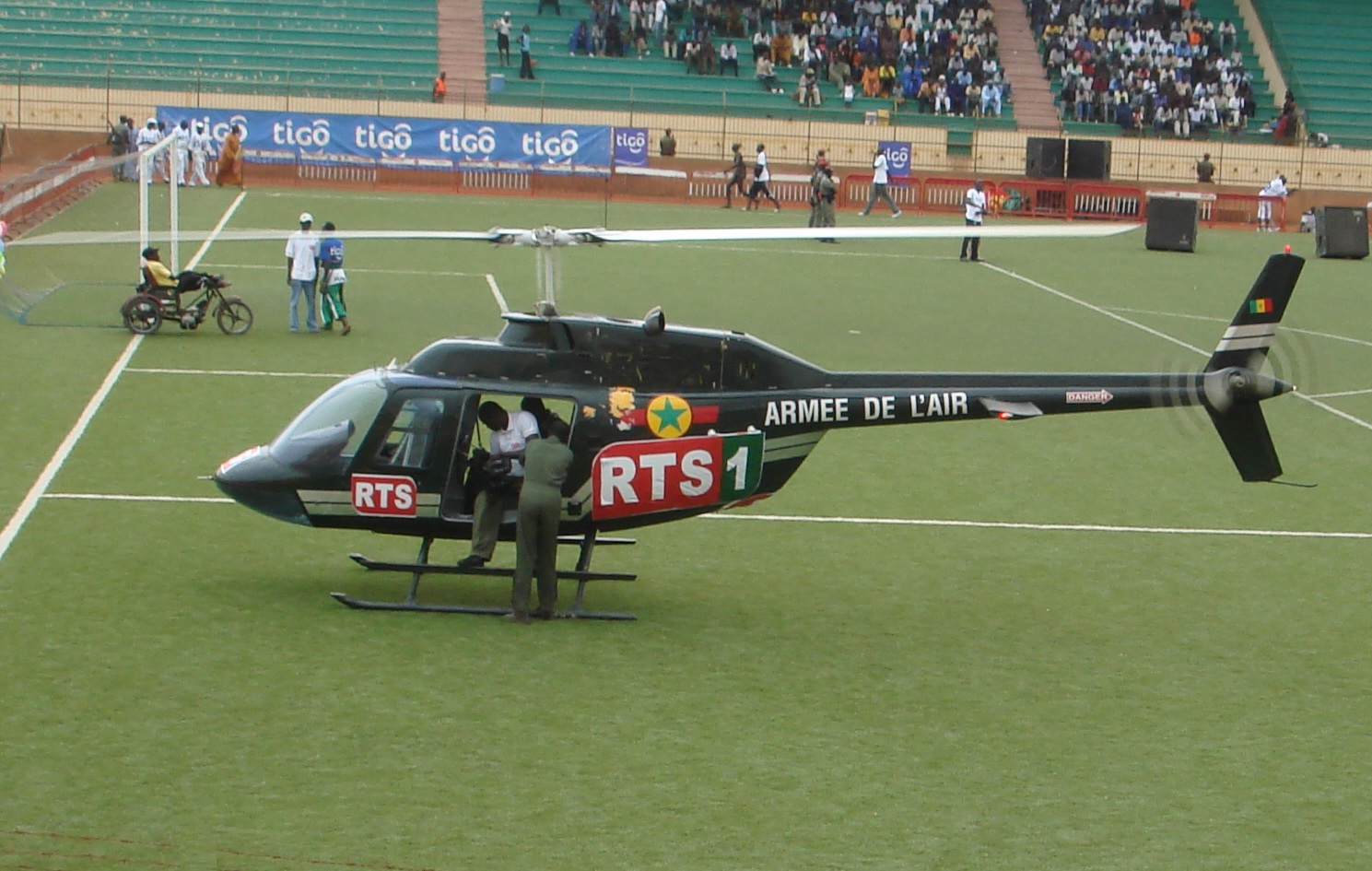
Un Bell 206 de la Fuerza Aérea de Senegal

| Aeronave                  | Origen          | Tipo                | Variante | Número  | Notas       |
| Combate                   | Combate         | Combate             | Combate  | Combate | Combate     |
| ------------------------- | --------------- | ------------------- | -------- | ------- | ----------- |
| Aero L-39NG               | República Checa | caza ligero / COIN  |          |         | 4 ordenados |
| Transporte                |                 |                     |          |         |             |
| Fokker 27                 | Países Bajos    | transporte vip      |          | 1       |             |
| CASA/IPTN CN-235          | Indonesia       | transporte          |          | 2       | 1 ordenado  |
| CASA C-295                | España          | trasnporte          |          | 2       |             |
| Patrulla marítima         |                 |                     |          |         |             |
| CASA/IPTN CN-235          | Indonesia       | MPA                 |          | 1       |             |
| Helicópteros              |                 |                     |          |         |             |
| Bell 206                  | Estados Unidos  | utilitario          |          | 2       |             |
| Mil Mi-2                  | Unión Soviética | enlace              |          | 2       |             |
| Mil Mi-17                 | Rusia           | utilitario          |          | 2       |             |
| Mil Mi-24                 | Rusia           | ataque              | Mi-35    | 5       |             |
| Eurocopter AS355          | Francia         | utilitario          |          | 1       |             |
| Aérospatiale Alouette III | Francia         | enlace / utilitario |          | 1       |             |
| Entrenamiento             |                 |                     |          |         |             |
| Socata TB 30              | Francia         | entrenador básico   |          | 6       |             |
| KAI KT-1 Woongbi          | Corea del Sur   | entrenador primario |          | 4       |             |